# Щасливе (колійний пост)
Щасли́ве (колишні назви — Платформа 1358 км, Пе́рше Тра́вня) — залізничний колійний пост Одеської дирекції Одеської залізниці на електрифікованій лінії Подільськ — Роздільна I між станціями Перехрестове (6 км) та Мардарівка (6 км). Розташоване в однойменному селі Роздільнянського району Одеської області.

## Історія
Первинна назва колійного поста — 1358 км, згодом — Перше Травня. Сучасна назва — з 25 лютого 2025 року.

## Пасажирське сполучення
На платформі Щасливе зупиняються приміські поїзди сполученням Одеса — Вапнярка / Балта.